# Ri Kwang-il
Dans ce nom coréen, le nom de famille, Ri, précède le nom personnel.
Ri Kwang-il (coréen : 리광일), né le 13 avril 1988 à Pyongyang en Corée du Nord, est un joueur de football international nord-coréen, qui évolue au poste de gardien de but.

## Biographie

### Carrière en sélection
Avec l'équipe de Corée du Nord, il possède 3 sélections, avec aucun but inscrit, depuis 2014.
Il figure dans le groupe des sélectionnés lors des Coupes d'Asie des nations de 2011 et de 2015.